# Paul Dietrich Giseke
Paul Dietrich Giseke (  Hamburgo , 8 de dezembro de 1741 – Hamburgo, 26 de abril de 1796  ) foi um médico e botânico alemão.